# 184508 Courroux
184508 Courroux è un asteroide della fascia principale. Scoperto nel 2005, presenta un'orbita caratterizzata da un semiasse maggiore pari a 2,7956845 UA e da un'eccentricità di 0,1488938, inclinata di 10,65324° rispetto all'eclittica.